# Jorge Silva (ciclismo)
Jorge Manuel dos Santos Silva nasceu em 19 de novembro de 1966, na freguesia de São Sebastião da Pedreira, concelho de Lisboa.
A sua carreira durou vinte anos (de 1987 a 2001), tendo representado a Sicasal/Acral, a Maia Milanesa, a LA-Alumínios, S. L. Benfica e Porta da Ravessa.
Foi vencedor de diversas provas, de que se destacam o Grande Prémio JN de 1990 e a Volta a Portugal de 1991 pela Sicasal/Acral, ano em que andou de amarelo durante as seis últimas etapas. 
Participou em outras voltas a Portugal, onde ganhou 4 etapas. Venceu ainda um Prémio da Juventude na prova rainha do ciclismo português. Obteve ainda os seguintes lugares de honra na Volta: um 2º, um 3º, um 8º, um 9º e um 10º.
Participou em diversas provas no estrangeiro, incluindo a Volta à Espanha. Nestas provas internacionais destaca-se um 8º lugar numa Volta ao Luxemburgo.